# Ogilvie (Minnesota)
Pour les articles homonymes, voir Ogilvie.
La ville américaine d'Ogilvie est située dans le comté de Kanabec, dans l’État du Minnesota. Lors du recensement de 2010, elle comptait 369 habitants.